# Kleine wolfsmelk
De kleine wolfsmelk (Euphorbia exigua) is een enigszins giftige, eenjarige plant die behoort tot de wolfsmelkfamilie (Euphorbiaceae). Het is een plant van vochtige, kalkhoudende, kleigrond op bouwland en in bermen. De plant komt van nature voor in Europa. Ze staat op de Nederlandse Rode lijst van planten als zeldzaam en zeer sterk afgenomen. Deze plant is in Nederland wettelijk beschermd sinds 1 januari 2017 door de Wet Natuurbescherming.
De plant wordt 7 tot 25 cm hoog, heeft een penwortel en meestal rechtopstaande stengels. De grijsgroene, lijnvormige bladeren zijn vaak zittend en gaafrandig. Het blad eindigt in een stekelpuntje.
Kleine wolfsmelk bloeit van juni tot de herfst met geel-groenachtige bloempjes. De bloem is een cyathium dat bestaat uit een vrouwelijke bloem met daaronder enkele tot een meeldraad gereduceerde mannelijke bloemen en wordt omgeven door een klokvormig omwindsel met halvemaanvormige randklieren, die twee hoorntjes hebben. De lijn-lancetvormige schutblaadjes hebben een brede, hartvormige voet. Het scherm bestaat uit 3 tot 5 stralen.
De 2 mm grote vrucht is een kluizige, gladde splitvrucht, die met een explosie openspringt en zo de zaden verspreidt. De bleekgrijze, olierijke zaden zijn rimpelig en hebben een mierenbroodje.